# 홍창범
홍창범(1998년 10월 22일 ~ )은 대한민국의 축구 선수이다. 포지션은 미드필더이다. 현재 성남 FC 소속이다.